# تل دحيلة
تل الدحيلة (عربى: تل الدحيلة) هو تل قديم، أو موقع أثري في العراق. تتراوح البقايا الموجودة في الموقع من فترة إيسين-لارسا/البابلية القديمة إلى العصر البابلي الحديث.

## الموقع
تقع في محافظة ذي قار بالعراق، على بعد حوالي 30 كيلومتراً غرب مدينة أور الأثرية. وتقع المستوطنة عند منحنى فرع قديم لنهر الفرات وعلى بعد حوالي 25 كيلومترًا من مدينة أريدو القديمة.
ذكر اسم هذا الممر المائي مرة واحدة فقط في القائمة المعجمية للألفية الأولى قبل الميلاد كـ id2.edin.eriduga(NUN)ki = susuka، الأول هو الهيدرونيم السومري والأخير هو الأكدية.:32 نظرًا لأن اللغة السومرية لم يتم التحدث بها منذ فترة طويلة عندما تم إنشاء القائمة المعجمية، فإن هذا اللفظ الهيدروني الوصفي غير المعتاد («ممر مائي في سهل إريدو») أمر مشكوك فيه.

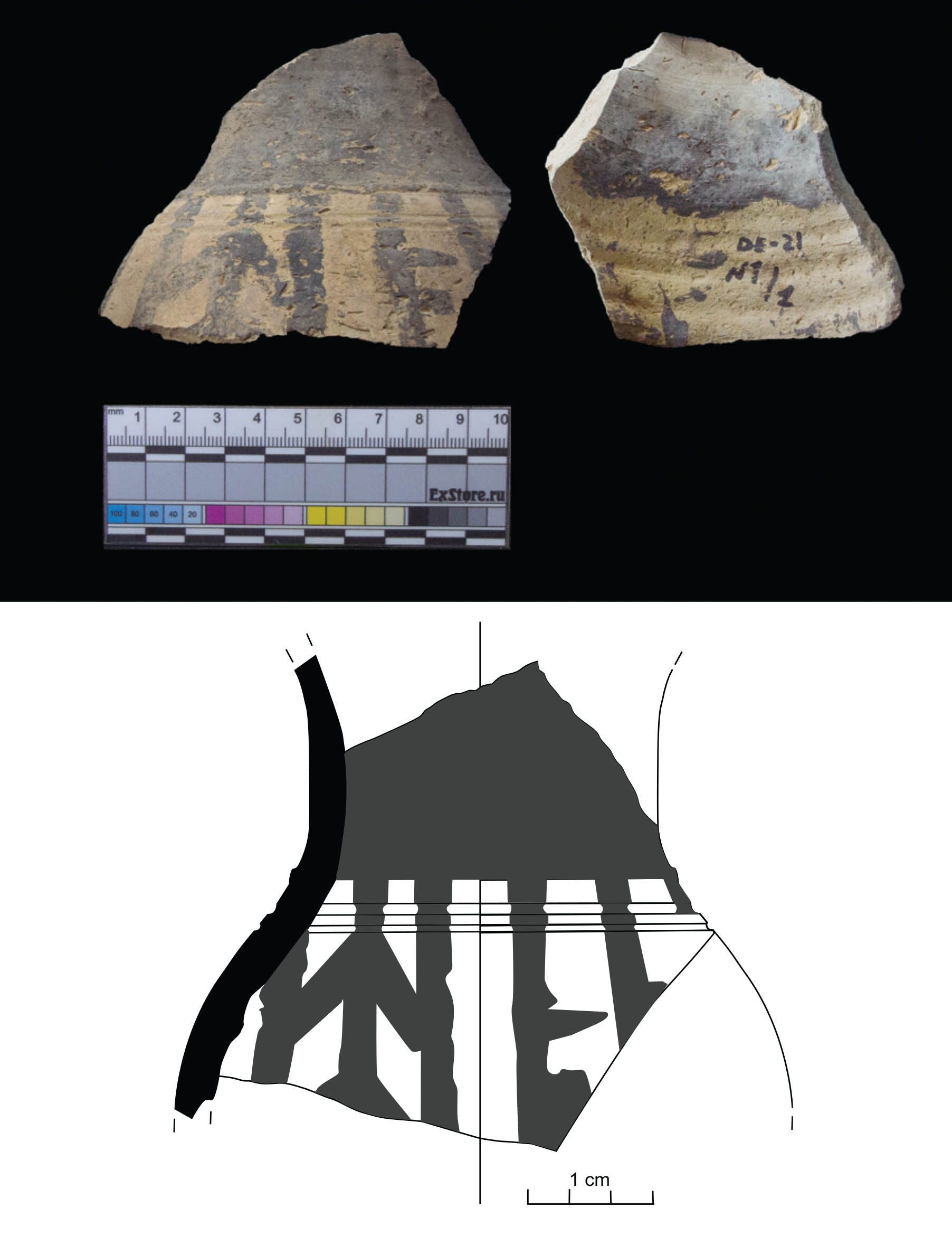
قطعة فخارية بابلية قديمة. يتم تزيينها بالقار المطبق بعد وقت قصير من إطلاق النار.

## الآثار
الموقع هو EP-34 في المسح الذي أجراه رايت لمنطقة إريدو-أور. وجد المسح موقعًا مساحته حوالي 85 هكتارًا وشظايا فخارية من العصر البابلي القديم/إيس
ين-لارسا. ووجد المسح «مصارف مبطنة بالطوب المحروق في الشوارع السابقة، وأساسات بناء من الطوب المخبوز والطين، وتركيزات محلية من البازلت والنحاس وخبث السيراميك».:330
على ما يبدو، قام هنري رايت بإحصاء المساحة الإجمالية لتل الدحيلة بما في ذلك الدهيلة 2 ونون 5 المجاورتين، والتي يتم حسابها الآن بشكل منفصل. سور المدينة بيضاوي الشكل ويغطي مساحة 47 هكتارا. على الجانب الآخر من قناة أريدو توجد تلة مساحتها 5 هكتارات بها مبنى كبير (113 مترًا في 137 مترًا). امتد وابل بطول 130 مترًا عبر سور المدينة إلى الممر المائي. ومع تعرج الممر المائي شرقًا، توسع الموقع حتى وصل إلى قاعه السابق.
قام فريق المشروع العراقي الروسي متعدد التخصصات (IRMP) بمسح الموقع في الأعوام 2018 و2019 و2023، وتم التنقيب فيه لفترة وجيزة في عامي 2020 و2021. وفي الموسم الثاني، تم التنقيب عن ثلاث عمليات استطلاع للتربة البكر. وعثر على أدلة على بناء ضخم من الطوب اللبن بما في ذلك الجدران التي يصل عرضها إلى أربعة أمتار. عثر على قطع فخارية من العصر البابلي الجديد على السطح. في موسم 2023، جمع صور جوية جديدة عالية الدقة.

## التاريخ
احتل الموقع في النصف الأول من الألفية الثانية قبل الميلاد، خلال فترة إيسين-لارسا والفترة البابلية القديمة، وربما حتى فترة سيلاند المبكرة. كان هناك أيضًا بعض الاحتلال في منتصف الألفية الأولى قبل الميلاد، ربما من النوع شبه الرحل. اقترح عبد الأمير الحمداني أن تل دحيلة كانت عاصمة سلالة سيلاند الأولى. يقع تل خيبر، وهو موقع معروف في سيلاند، على بعد 16 كيلومترًا إلى الشمال الشرقي.